# Cabo de Santa Pola
Cabo de Santa Pola är en udde i Spanien.   Den ligger i provinsen Provincia de Alicante och regionen Valencia, i den sydöstra delen av landet, 400 km sydost om huvudstaden Madrid.
Terrängen inåt land är platt. Havet är nära Cabo de Santa Pola åt sydost.  Närmaste större samhälle är Alicante, 15,3 km norr om Cabo de Santa Pola. 